# エアリアル (サーカス)

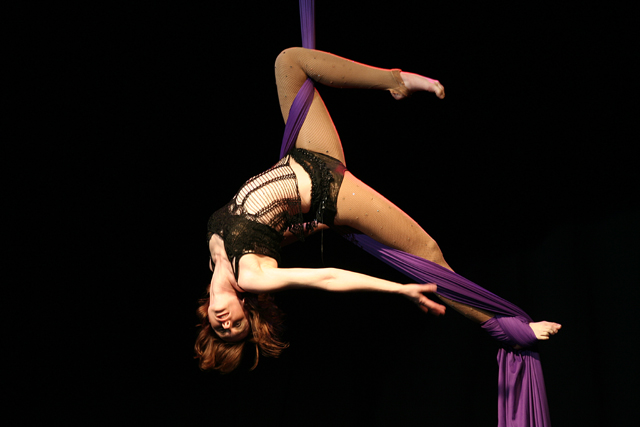
エアリアル・シルク

エアリアル(Aerial)とは、サーカスや大道芸で行われる空中演技の演目で、使われる道具によって呼称が変わる。
たとえば、エアリアル・フープ（Aeriel Hop）はその名の通り吊り下げた輪を用いる。
また、吊り下げた布を用いるエアリアル・シルク（Aerial Silk）はティシュー(tissu)、リボン(ribbon)などの別名を持ち、派生形としてエアリアル・バレエ・イン・シルクがある。
このほかにも、空中ブランコはエアリアル・トラピス(Aerial Trapeze)と呼ばれる。

## エアリアル・パフォーマー
- Michiru (日本)
- MIKA（日本）
- イザベラ・バセンドフスカ (Izabela Basendowska) (ポーランド)
- GちょこMarble (日本)
- 杉森茜(日本)
- doNcHY(日本)
- 板津由佳(日本)
- モード・スティーヴンス・ワグナー（アメリカ）

## 関連
- シルク・ドゥ・ソレイユ
  - Dralion（ドラリオン）
  - Alegria（アレグリア）
  - Quidam（キダム）
  - La Nouba（ラ・ヌーバ）

## ギャラリー

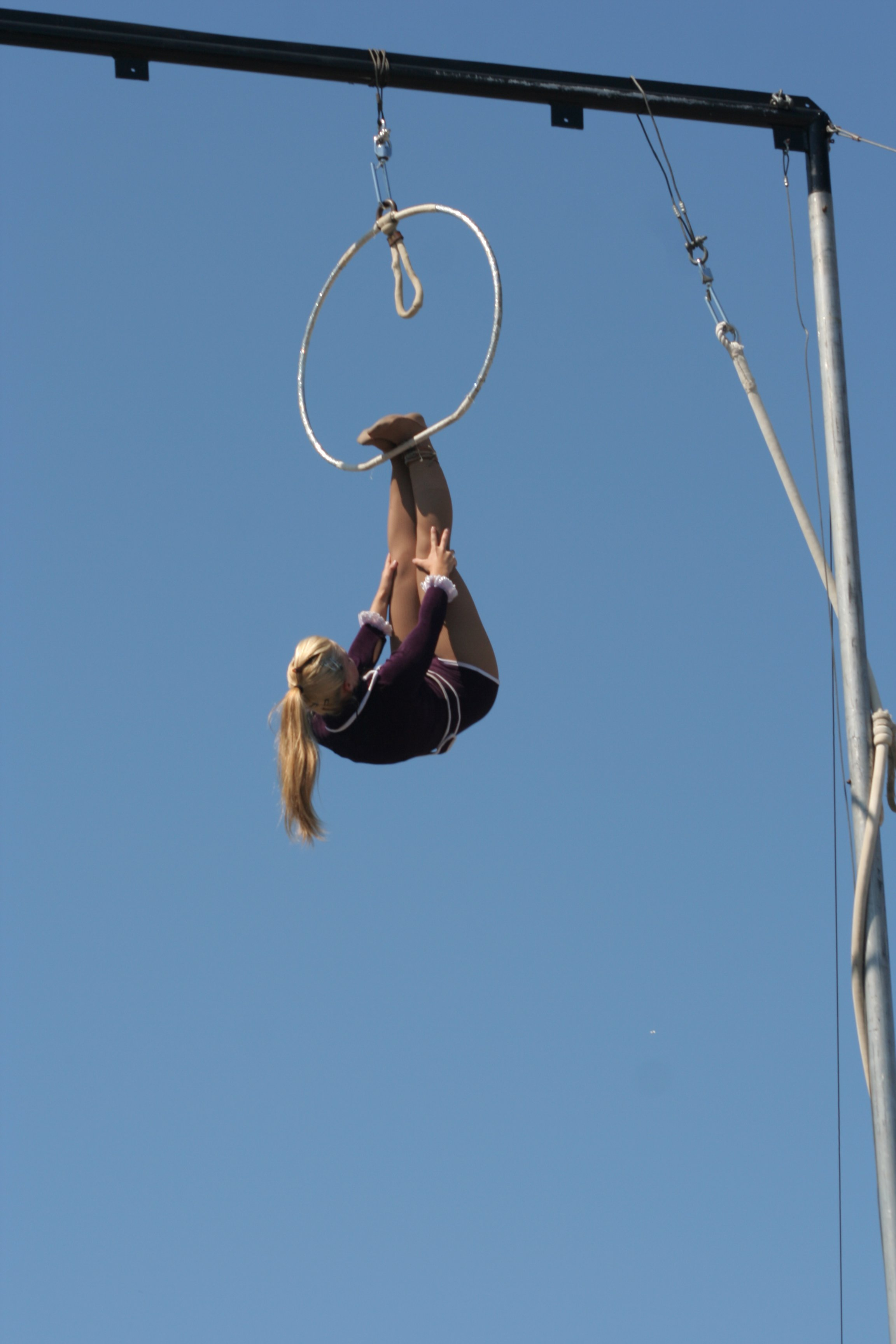
エアリアル・フープ
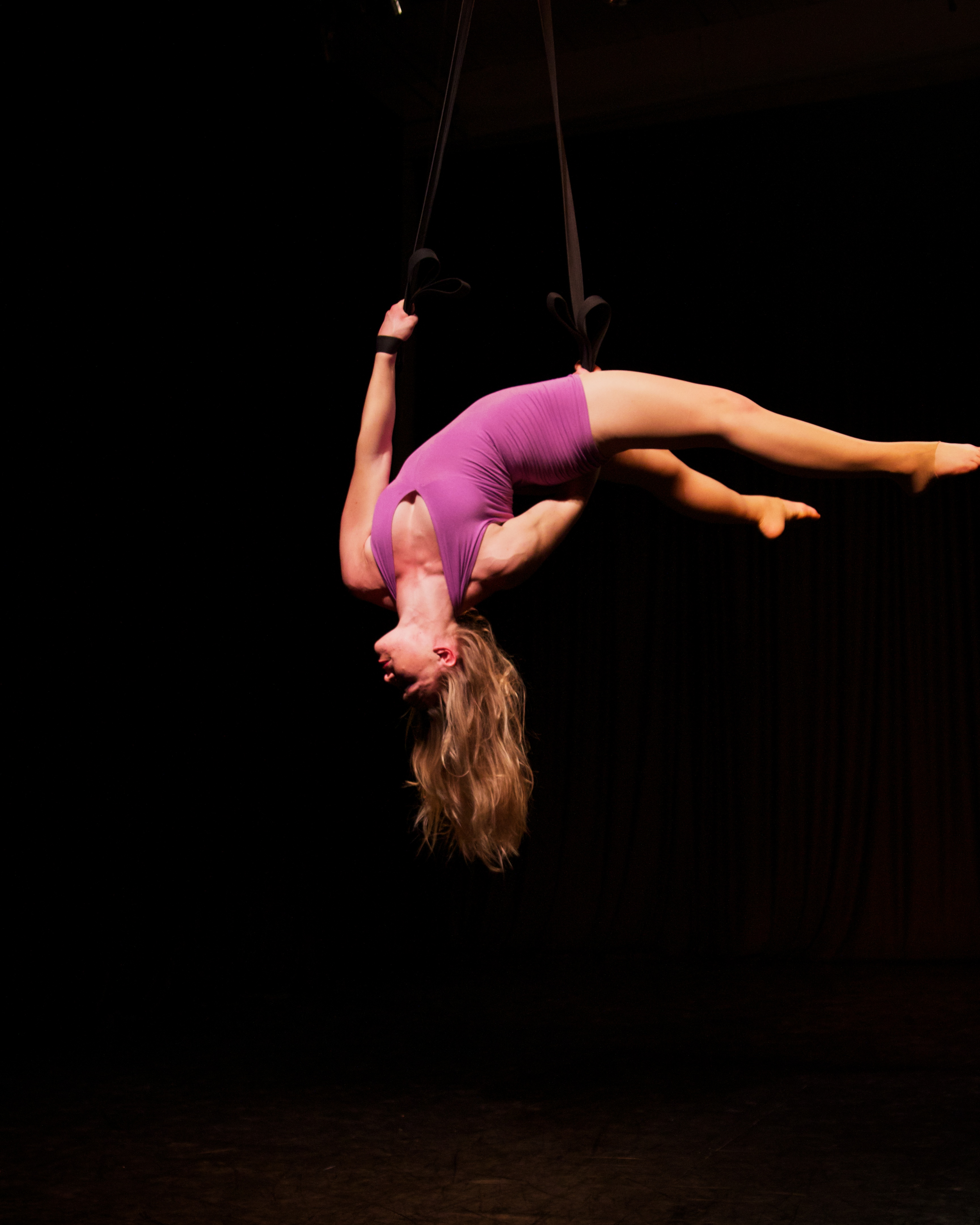
エアリアル・ストラップ